# Szexedukáció
A szexedukáció vagy szexuális nevelés (a köznyelvben néha szexuális felvilágosítás) tudományosan pontos, megbízható, életkornak és érettségnek megfelelő információkat ad át gyerekeknek és fiataloknak a szexualitásról, testről, testképről és személyes kapcsolatokról, segítve ezzel az egészséges énkép és a saját testhez való pozitív viszony kialakulását és az egészséges szexuális fejlődést. Nem ítélkező, és a hagyományos szexuális felvilágosítással ellentétben tabuk nélkül és őszintén beszél az ezekkel kapcsolatos témákról. Bár megtanítja a fiatalokat megfelelően védekezni, mégsem a szexualitással kapcsolatos potenciális veszélyeket (HIV és más, szexuális úton terjedő fertőzések, a tizenévesek nem kívánt terhességei, nemi erőszak) helyezi a középpontba. Abból indul ki, hogy a szexualitás nem csak szex, és a személyes kapcsolatok optimális esetben fontos örömforrások. Abban szeretne segíteni a gyerekeknek és fiataloknak, hogy megtanuljanak biztonságos és kielégítő kapcsolatokat kialakítani, ott pedig, ahol ez nem lehetséges, határokat húzni vagy segítséget kérni.
A szexuális nevelés ideális esetben a gyereknevelés szerves része. A hagyományos felvilágosítással ellentétben nem egyetlen beszélgetés, amihez a gyereknek elég idősnek kell lennie, hanem egy folyamat, amelyet a gyerek születésétől kezdve érdemes elkezdeni. Az egészséges szexualitás alapjai ugyanis jóval a kamaszkor előtt, a korai gyerekkorban teremtődnek meg. A megfelelő szexuális felvilágosítás a szexedukáció, azaz egy folyamatos párbeszéd, amelyben gyerekként nyíltan lehet kérdezni mindenről, ami a párkapcsolatokkal, az érzelmekkel, a testtel, a szexszel kapcsolatos.
Ez a holisztikus, átfogó szexuális nevelés lehet formális (iskolák, szakemberek végzik) és informális (szülők, barátok, közvetlen környezet végzi). Mindkettő szükséges, és jól kiegészítik egymást. Az internet elterjedésével fontosabb, mint valaha, hogy mind a szülők, mind a szakemberek megbízható online források felé tereljék a gyerekeket, és védjék őket az online térben is.

## Informális szexuális nevelés
A szexuális nevelés valójában a születéskor kezdődik. A gyereknek van teste és ebből következően testisége is már az anyaméhben, tehát jóval azelőtt, hogy megkezdődne a pubertáskor. A család, a közvetlen környezet eleinte nem verbális és nem feltétlenül tudatos üzeneteket közvetít a gyerekek felé, akik itt tanulnak elsőként az intimitásról, a szeretetről, emberi kapcsolatokról, ezért a szülőknek elsődleges élő példaként nagyon fontos szerepük van a gyerek kapcsolati és szexuális egészsége szempontjából.
Szülőként a szexuális nevelést nem a gyerekneveléstől különválasztva érdemes elképzelni, hanem inkább annak részeként. Így a szexuális nevelés is egy folyamat, nem pedig egy-egy alkalomra korlátozódó felvilágosító beszélgetés. Ideális esetben a család egy biztonságos közeg, ahol a gyerekek nyíltan kérdezhetnek, és beszélgethetnek a szülőkkel mindenről, ami testtel, testiséggel, érzelmekkel és szerelemmel kapcsolatos, így folyamatosan és lépésről lépésre szerzik meg azt a tudást, amire szükségük van.

## Formális szexuális nevelés
Az otthoni szexuális nevelést jó esetben kiegészíti az iskolai szexuális nevelés. A szakembereknek fontos szerep jut a szakszerű információ átadásában, legyen szó anatómiáról, fogamzásgátlásról vagy megfelelő pszichológiai ismeretekről.
Az iskolai szexuális nevelés bevezetésének szükségességéről azonban sok országban vitatkoznak szülők, tanárok, egyházak, politikusok. A vélemények rendkívül eltérőek, és sokan ellenzik az iskolai szexedukációt attól tartva, hogy annak hatására a fiatalok korábban kezdenek szexuális életet élni. Ez a félelem nem megalapozott: számos kutatás igazolja, hogy a holisztikus szexuális nevelés hatására a fiatalok később kezdenek szexuális életet élni, jobban ismerik és kommunikálják a saját határaikat, felvilágosultabbak a testük működésével, a nemi úton terjedő betegségekkel és a fogamzásgátlással kapcsolatban, ezáltal pedig jobban tudnak ezekkel szemben védekezni.

## Szexedukáció Európában
A WHO és a kölni Egészségközpont (BZgA) által 2010-ben megfogalmazott európai irányelvek elsősorban nevelési és egészségügyi intézményeknek, szakembereknek és politikusoknak készültek, és szorgalmazzák az iskolai holisztikus szexuális nevelés bevezetését az európai régió minden országában, illetve támpontot nyújtanak azzal kapcsolatban, hogy milyen információkat hány éves korú gyerekeknek és hogyan érdemes átadni.

## Szexedukáció Magyarországon
Magyarországon jelenleg nem kötelező a holisztikus szexuális nevelés az iskolákban. A szexualitás kizárólag a hetedikes-nyolcadikos anyagban kerül szóba a „szaporodásról“ szóló fejezetben. Így rengeteg kérdés marad megválaszolatlanul. A magyar kormány az LMBTQ közösség tagjainak láthatóságát és a róluk szóló közbeszédet korlátozni szándékozó "propagandatörvény" 2021-es hatályba lépésével egyúttal a nem LMBTQ specifikus, cisznemű és heteroszexuális magánéleti formákat ismertető képzéseket, illetve az ezekkel foglalkozó civil szervezetek munkáját a drogprevencióval együtt lehetetlenítette el. (Legfeljebb az alapítványi és magánfenntartású oktatási intézményekben tarthatnak tájékoztató kurzusokat, meghívásos alapon.) Emiatt a kamaszok többnyire a könnyen hozzáférhető, abúzív és embertelen pornókultúrából szereznek ismereteket. A törvény bevezetése óta könnyebben terjednek a szomatikus betegségek, növekszik a szexuális bűncselekmények és korai, nem kívánt terhességek száma.
Magyarországon több szexuális neveléssel foglalkozó szervezet is működik, köztük a legnagyobb a Hintalovon Gyermekjogi Alapítvány. Az alapítvány 2017-ben hozta létre a Yelon nevű szexedukációs programot. A weboldal 10–18 éveseknek publikál cikkeket testről, lélekről és szexualitásról. A cikkek mellett chatszolgáltatás is elérhető, ahol a gyerekek, fiatalok tabuk nélkül kérdezhetnek bármiről, ami testképpel, kapcsolatokkal, szerelemmel, reproduktív egészséggel és szexualitással kapcsolatos.  A Yelon szülőknek, tanároknak és szakembereknek is segítséget nyújt, hogy gyerekközpontú szemlélettel, a gyerekeknek legmegfelelőbb módon foglalkozhassanak a felmerülő kérdésekkel, problémákkal.